# Drosophila flavomontana
Drosophila flavomontana este o specie de muște din genul Drosophila, familia Drosophilidae, descrisă de Patterson în anul 1952. Conform Catalogue of Life specia Drosophila flavomontana nu are subspecii cunoscute.